# Демьян, Шандор
Шандор Демьян (венг. Demján Sándor; 14 мая 1943, Бервень, Венгерское королевство — 26 марта 2018) — венгерский предприниматель, один из богатейших людей Венгрии. Руководитель компании TriGránit.

## Жизнеописание
Демьян родился коммуне Бервень Венгерского королевства (теперь Румыния). Его отец, из семьи секеев, переехал туда в 1940 году, но был убит во время Второй мировой войны. Его мать, из дунайских швабов, переехала к Бервень, будучи перемещенным лицом во время войны. В 1965 году Демьян закончил Будапештский колледж торговли и туризма. Впоследствии он стал президентом компании Gorsium ÁFÉSZ (1968—1973), а с 1973 по 1986 годы был соруководителем их совместного предприятия. С 1986 по 1990 годы он был одним из основателей и руководителем Венгерского кредитного банка. С 1990 года он был основателем и партнёром Центрально-европейской корпорации развития, а в 1991 году он стал руководителем Центрально-европейской инвестиционной компании. В 1996 году он стал руководителем компании TriGránit. В 1999 году от открыл в Будапеште торговый центр WestEnd City Center, в 2000 году от открыл Polus City Center в Братиславе, а в 2005 году — Silesia City Center в Катовице.
Его состояние оценивалось в 300 миллиардов венгерских форинтов на 2008 год. На то время он был самым богатым человеком Венгрии. В 2006, году его активы составляли 80 миллиардов, таким образом за два года он приумножил своё состояние почти в четыре раза.
В 2003 году он учредил премию Prima Primissima Award, которая призвана отмечать людей за вклад в развитие венгерской науки, достижения в культуре и искусстве.
2012 года он сделал большое пожертвование на благотворительность.
2014 года Демьян заявил, что в силу возраста он вынужден отойти от дел. В том же 2014 году он был признан шестым самым влиятельным человеком в Венгрии.